# جغرافيا جرينلاند
```
تقع 
جرينلاند
 شمال شرق 
كندا
 وشمال غرب 
أيسلندا
 ما بين 
المحيط المتجمد الشمالي
 وشمال 
المحيط الأطلسي
. تتألف المنطقة من 
جزيرة
 جرينلاند - 
أكبر جزيرة في العالم
 - وأكثر من مائة جزيرة صغيرة أخرى. جرينلاند ليس لها حدود برية وتتوفر على 44,087 كم من الساحل. يتواجد السكان في المستوطنات الصغيرة على طول المناطق الساحلية. تمتلك جرينلاند ثاني أكبر 
لوح جليدي في
 العالم.
```

تقع جرينلاند فوق صفيحة جرينلاند، وهي صفيحة فرعية من صفيحة أمريكا الشمالية. يتكون كراتون جرينلاند من بعض أقدم الصخور على وجه الأرض. يحتوي حزام الحجر الأخضر لإيسوا في جنوب غرب جرينلاند على أقدم صخور معروفة على وجه الأرض، يتراوح عمرها بين 3.7 و 3.8 مليار سنة.
يتنوع المناخ في جرينلاند ما بين مناخ قطبي ومناخ شبه قطبي، مع صيف وشتاء باردين. أدنى نقطة هو مستوى سطح البحر وأعلى نقطة هي قمة غانبيورن التي تعد كذلك أعلى نقطة في القطب الشمالي بارتفاع يصل 3,694 متر (12,119 قدم). أقصى نقطة في شمال جزيرة جرينلاند هي كيب موريس جيسوب، التي اكتشفها الأدميرال روبرت بيري في عام 1900. تشمل الموارد الطبيعية الزنك والرصاص وخام الحديد والفحم والموليبدينوم والذهب والبلاتين واليورانيوم والطاقة المائية والأسماك.

## المنطقة
المساحة الإجمالية : 2,166,086 كيلومتر مربع.
مساحة الأرض : 2,166,086 كم² (410,449 كم² خالية من الجليد، 1,755,637 كم² مغطاة بالجليد)
المطالبات البحرية :
المياه الإقليمية : 3 ميل بحري (5.6 كـم؛ 3.5 ميل).
منطقة الصيد الحصرية : 200 ميل بحري (370.4 كـم؛ 230.2 ميل) .

## استخدام الأراضي
الأراضي الصالحة للزراعة : 6٪ تقريبًا؛ بعض الأراضي تستخدم لزراعة السيلاج.
يبلغ إجمالي عدد السكان حوالي 56,000 نسمة، يعيش حوالي 15,000 منهم في العاصمة نوك.

## المخاطر الطبيعية
تغطي الطبقة الجليدية المستمرة 84٪ من مساحة البلاد؛ بينما المساحة المتبقية دائمة التجمد.

## البيئة - القضايا الحالية
حماية البيئة في القطب الشمالي، وتغير المناخ، وتلوث السلسلة الغذائية، والصيد المفرط  للأنواع المهددة بالانقراض (الفظ، الدببة القطبية، ناروال، حوت بيلوجا والعديد من الطيور البحرية).

## المناخ

خريطة جرينلاند حسب تصنيف مناخ كوبن

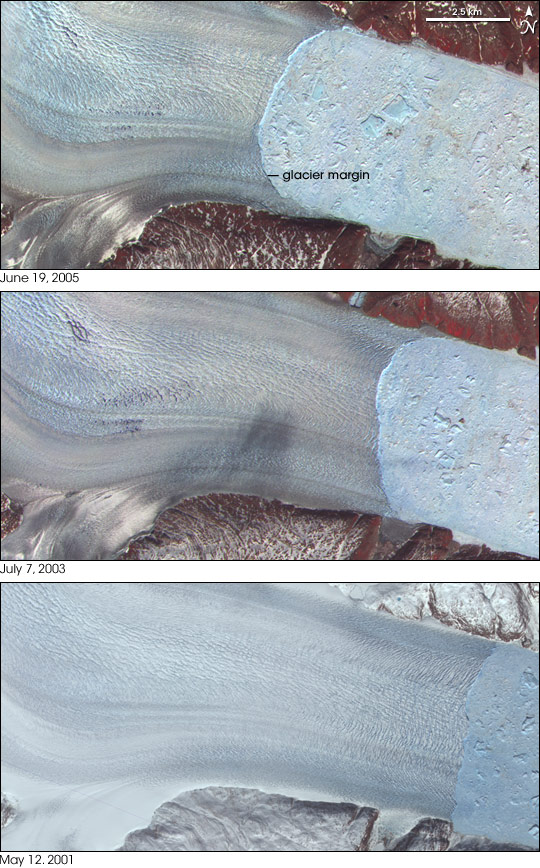
تراجع نهرهيلهايم الجليدي، جرينلاند

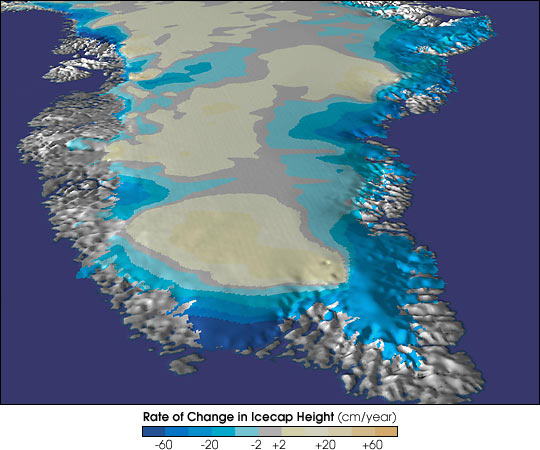
خريطة معدل التغير في ارتفاع الغطاء الجليدي في جرينلاند.

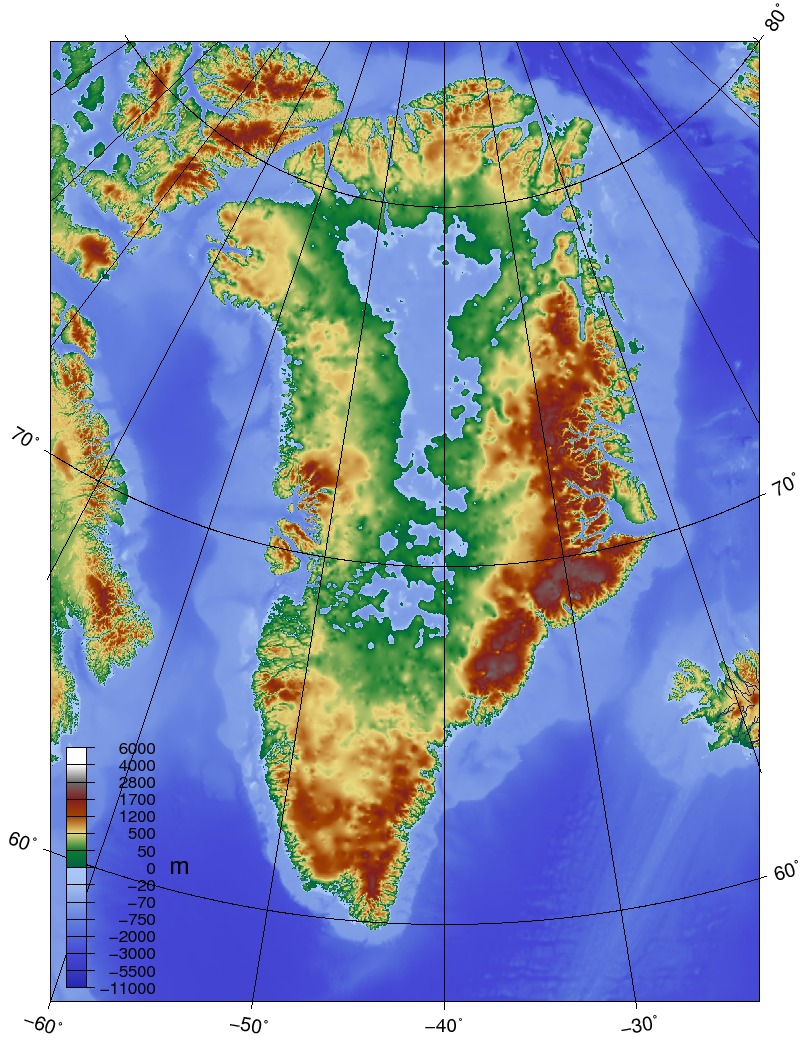
خريطة جرينلاند

تبلغ مساحة الغطاء الجليدي في جرينلاند 3 كيلومتر (1.9 ميل) وهي سميكة وواسعة بما يكفي لتغطية مساحة بحجم المكسيك.

### المعدلات
| البيانات المناخية لـجرينلاند | البيانات المناخية لـجرينلاند | البيانات المناخية لـجرينلاند | البيانات المناخية لـجرينلاند | البيانات المناخية لـجرينلاند | البيانات المناخية لـجرينلاند | البيانات المناخية لـجرينلاند | البيانات المناخية لـجرينلاند | البيانات المناخية لـجرينلاند | البيانات المناخية لـجرينلاند | البيانات المناخية لـجرينلاند | البيانات المناخية لـجرينلاند | البيانات المناخية لـجرينلاند | البيانات المناخية لـجرينلاند |
| الشهر                        | يناير                        | فبراير                       | مارس                         | أبريل                        | مايو                         | يونيو                        | يوليو                        | أغسطس                        | سبتمبر                       | أكتوبر                       | نوفمبر                       | ديسمبر                       | المعدل السنوي                |
| ---------------------------- | ---------------------------- | ---------------------------- | ---------------------------- | ---------------------------- | ---------------------------- | ---------------------------- | ---------------------------- | ---------------------------- | ---------------------------- | ---------------------------- | ---------------------------- | ---------------------------- | ---------------------------- |
| الدرجة القصوى °م (°ف)        | 14.2 (57.6)                  | 15.9 (60.6)                  | 16.5 (61.7)                  | 19.1 (66.4)                  | 24.8 (76.6)                  | 30.1 (86.2)                  | 26.3 (79.3)                  | 25.2 (77.4)                  | 22.8 (73.0)                  | 19.4 (66.9)                  | 21.6 (70.9)                  | 15.9 (60.6)                  | 30.1 (86.2)                  |
| أدنى درجة حرارة °م (°ف)      | −66.1 (−87.0)                | −64.0 (−83.2)                | −65 (−85)                    | −58.0 (−72.4)                | −49.0 (−56.2)                | −37.5 (−35.5)                | −33.0 (−27.4)                | −35 (−31)                    | −38.0 (−36.4)                | −56.0 (−68.8)                | −58.0 (−72.4)                | −56.0 (−68.8)                | −66.1 (−87.0)                |
| [بحاجة لمصدر]                |                              |                              |                              |                              |                              |                              |                              |                              |                              |                              |                              |                              |                              |

## المدن
توجد في جرينلاند 18 مدينة (كل مستوطنة يزيد عدد سكانها عن 500 نسمة). نوك هي العاصمة وأكبر مدينة حيث تضم ما يقرب ثلث سكان المناطق الحضرية في البلاد. تُعد سيسيميوت والتي يبلغ عدد سكانها حوالي 5,500 نسمة ثاني أكبر مدينة، بينما تحتل إيليسات المرتبة الثالثة ويبلغ عدد سكانها حوالي 5,000 نسمة.
- آسيات
- إيلوليسات
- إيتوكورتيرمايت
- كانغاتسياك
- مانيتسوك
- نانورتاليك
- نارساك
- نارسارسواك
- نوك
- باميوت
- كاناك
- كاكورتوك
- كازيغيانغوت
- كيكيرتارسواك
- سيسيميوت
- تاسيلاك
- آبرناويك
- أوماناق

## معرض صور
- نتوءات صخرية جليدية في ساحل جرينلاند الشرقي
- دب قطبي في ساحل جرينلاند الشرقي